# Alezio
Alezio (fino al 1873 chiamato Villapicciotti) è un comune italiano di 5 643 abitanti della provincia di Lecce in Puglia.
È situato nel versante occidentale del Salento, nell'entroterra di Gallipoli.

## Geografia fisica

### Territorio
Il territorio del comune di Alezio, che si estende su una superficie di 16,53 km² per una densità abitativa di 307,6 abitanti per chilometro quadrato, si distribuisce su una pianura a est di Gallipoli movimentata da basse colline la cui altimetria massima supera di poco i 100 metri. La casa comunale è situata a 75 m s.l.m..
Confina a nord con i comuni di Sannicola e Tuglie, a est con il comune di Parabita, a sud con il comune di Matino e a ovest con il comune di Gallipoli.
- Classificazione sismica: zona 4 (sismicità molto bassa, PGA inferiore a 0,05 g) - Ordinanza PCM. 3274 del 20/03/2003.

### Clima
Dal punto di vista meteorologico Alezio rientra nel territorio del Salento meridionale che presenta un clima prettamente mediterraneo, con inverni miti ed estati caldo umide. In base alle medie di riferimento, la temperatura media del mese più freddo, gennaio, si attesta attorno ai +9 °C, mentre quella del mese più caldo, agosto, si aggira sui +25,1 °C. Le precipitazioni medie annue, che si aggirano intorno ai 676 mm, presentano un minimo in primavera-estate e un picco in autunno-inverno.
Facendo riferimento alla ventosità, i comuni del basso Salento risentono debolmente delle correnti occidentali grazie alla protezione determinata dalle serre salentine che creano un sistema a scudo. Al contrario le correnti autunnali e invernali da sud-est, favoriscono in parte l'incremento delle precipitazioni, in questo periodo, rispetto al resto della penisola.
| Alezio                     | Mesi        | Mesi        | Mesi        | Mesi        | Mesi        | Mesi        | Mesi        | Mesi        | Mesi        | Mesi        | Mesi        | Mesi        | Stagioni | Stagioni | Stagioni | Stagioni | Anno |
| Alezio                     | Gen         | Feb         | Mar         | Apr         | Mag         | Giu         | Lug         | Ago         | Set         | Ott         | Nov         | Dic         | Inv      | Pri      | Est      | Aut      | Anno |
| -------------------------- | ----------- | ----------- | ----------- | ----------- | ----------- | ----------- | ----------- | ----------- | ----------- | ----------- | ----------- | ----------- | -------- | -------- | -------- | -------- | ---- |
| T. max. media (°C)         | 15,2        | 15,9        | 18,9        | 23,1        | 26,5        | 30,9        | 33,7        | 32,9        | 29,1        | 28,1        | 22,2        | 15,1        | 15,4     | 22,8     | 32,5     | 26,5     | 24,3 |
| T. min. media (°C)         | 9,1         | 10,1        | 13,1        | 17,1        | 23,0        | 23,2        | 24,1        | 24,2        | 18,1        | 14,1        | 10,1        | 8,3         | 9,2      | 17,7     | 23,8     | 14,1     | 16,2 |
| T. max. assoluta (°C)      | 21,2 (2007) | 22,4 (2016) | 28,6 (2001) | 30,4 (2013) | 35,6 (2006) | 44,0 (2007) | 44,4 (1987) | 42,6 (1957) | 40,6 (1946) | 34,2 (1991) | 26,8 (1990) | 21,4 (2014) | 22,4     | 35,6     | 44,4     | 40,6     | 44,4 |
| T. min. assoluta (°C)      | −9,4 (1979) | −5,6 (1991) | −4,6 (1987) | −1,8 (2003) | 3,4 (1978)  | 7,4 (2005)  | 10,4 (1984) | 10,8 (2005) | 6,8 (1979)  | 1,1 (1965)  | −2,8 (2005) | −5,4 (2001) | −9,4     | −4,6     | 7,4      | −2,8     | −9,4 |
| Precipitazioni (mm)        | 80          | 70          | 60          | 44          | 30          | 20          | 10          | 5           | 25          | 40          | 70          | 83          | 233      | 134      | 35       | 135      | 537  |
| Umidità relativa media (%) | 99,1        | 89,2        | 78,1        | 89,9        | 99,1        | 70,1        | 40,1        | 50,1        | 80,8        | 90,9        | 80,8        | 80,4        | 89,6     | 89,0     | 53,4     | 84,2     | 79,1 |

- Classificazione climatica di Alezio:[6]
  - Zona climatica: C
  - Gradi giorno: 1 079

## Origini del nome
Le origini del nome sono incerte. È possibile ipotizzare un collegamento con l'omonima cittadina dell'Acarnania, ma non vi sono evidenze storiche in questo senso. In epoca romana il nome si trasformò in Aletium.

## Storia

### Le origini messapiche
Alezio ha origini antiche: la città fu probabilmente fondata dai Messapi, antichi abitatori del Salento ai quali è possibile si siano sovrapposte popolazioni di origine greca, con ogni probabilità fra l'VIII e il VII secolo a.C., il che spiegherebbe le leggende che vogliono Lizio Idomeneo (mitico re di Creta) fondatore della città, benché detta leggenda viene riferita a molte città del meridione, da Metaponto a Gallipoli e a Lecce e sia probabilemte un'immagine iconografica delle migrazioni greche avvenute nel territorio salentino fra l'VIII e il VII secolo a.C.
Tracce del nucleo abitato più antico sono state rinvenute nel sito individuato al presente come collina di Alezio. È ipotizzabile, come per altri centri di origine messapica, un impianto urbanistico con ampi influssi culturali greci, ipotesi confortata dal ritrovamento di manufatti di tipo greco benché la mancanza di resti di mura o tracce importanti di insediamenti renda assai difficile avere delle certezze a proposito.
In ogni caso e nonostante l'assenza di ritrovamenti archeologici è ipotizzabile che tra la seconda metà del IV secolo a.C. e i primi decenni del secolo successivo, si sia avuta la costruzione di fortificazioni, che secondo alcuni studiosi ingloberebbero un centro abitato di 64 ettari circa, ma gli elementi a sostegno di questa tesi sono abbastanza labili mancando tracce di strutture abitative, di edifici pubblici o di culto e legati più che altro ad analogie con altri centri messapici. Gli scavi probabilmente sono ancora molto incompleti e non danno, quindi, indicazioni certe circa l'estensione della città nel periodo. Rispetto ad altri insediamenti messapici (Oria, Ceglie Messapica, Cavallino, Ugento, Vaste) Alezio non è quindi caratterizzato dalle stesse tracce di urbanizzazione, benché fosse inserito lungo la Via Salentina, arteria stradale realizzata in periodo messapico e poi ripresa e potenziata in periodo romano, che metteva in comunicazione Taranto con Veretum, Leuca per arrivare fino a Otranto.
È stata individuata e parzialmente indagata con gli scavi della Soprintendenza Archeologica negli anni fra il 1981 e il 1985, a poca distanza dall'odierno centro urbano in Contrada Monte d'Elia, una necropoli messapica databile tra il VI e il III-II secolo a.C.
In detta necropoli sono visibili i vari tipi di sepoltura tipiche del periodo messapico: dalla semplice fossa scavata nella terra o tagliata a cassa rettangolare nella roccia (pseudosarcofago) e coperta da una pietra rozzamente lavorata di età arcaica, al sarcofago monolitico databile a partire dal V-IV secolo a.C., squadrato con precisione e spesso con gradino in rilievo sul fondo a mo' di capezzale e un unico lastrone per copertura sagomato a doppio spiovente, fino alla cassa di lastroni di enormi dimensioni, chiusa da blocchi tra loro connessi mediante dentelli di incastro e tipica di periodi più recenti. Stranamente non sono state ritrovate tombe a camera e ipogei, pure largamente diffusi nel territorio messapico.
I corredi funerari rinvenuti sono composti per lo più di ceramica, che possiamo supporre prodotta in loco e vasellame a imitazione di modelli greci e altri manufatti probabilmente importati dal mondo greco.
Ampia è la documentazione epigrafica limitata però all'ambito funerario. Iscrizioni in lingua messapica utilizzando l'alfabeto greco (uso che si diffonde a partire dal VI secolo a.C.) e databili tra la fine del VI e il III-II secolo a.C., sono state ritrovate all'interno delle tombe. Non si tratta altro però che del semplice nome e cognome del defunto.
In passato è stata attribuita ad Alezio una zecca per l'emissione di monete d'argento (didramma e tetrobolo) con leggenda Falethas oppure Balethas, datate alla metà del IV secolo a.C., molto più probabilmente bisogna ricondurre dette monete alla zecca di Valesio, centro messapico sito tra San Pietro Vernotico e Torchiarolo.

### Il periodo ellenistico e l'epoca romana
In età ellenistica è ipotizzabile l'estendersi dell'abitato nella zona pianeggiante oggi detta Contrada Raggi, a est del nucleo originario. Il sorgere di attività produttive agricole e artigianali e un momento di espansione economica della cittadina è testimoniato dal ritrovamento nella zona di forni per ceramiche e tracce di vario genere. L'esistenza di una classe aristocratica particolarmente abbiente sembra provata dal rinvenimento alla periferia della zona Raggi di un corredo aureo di notevole valore artistico (consistente in una collana, due orecchini, due bracciali in filo e due anelli digitali), relativo alla sepoltura di una giovane donna all'interno di una tomba familiare databile fra il II e il I secolo a.C.
Il vasellame da mensa di origine greca proveniente da Grecia, Tunisia e Asia Minore (I-VI secolo d.C.), ritrovato in discreta quantità, insieme con altra ceramica di fattura grossolana, danno una certa sicurezza nello stabilire che la città gode di una buona prosperità almeno fino al IV secolo d.C. Nel territorio circostante al centro urbano moderno è possibile ipotizzare la diffusione di fattorie agricole nel periodo, gestite da personale servile, come riferito da un'iscrizione latina, che ricorda la morte di Germana serva di Polonus (conservata al Museo Archeologico Provinciale "S. Castromediano» di Lecce), probabilmente pertinente all'area cimiteriale di un fondo rustico.
Per l'assenza di documentazione archeologica da questo periodo in poi e per lunghi secoli è molto probabile che la cittadina segua il declino economico e culturale che accompagna la caduta dell'impero romano d'Occidente e tutto l'Alto Medioevo.
Abbiamo comunque prove, anche attraverso le citazioni di vari autori, che la città sia viva e in qualche modo attiva dal VII secolo a.C. fino al IV secolo d.C.
Il nome della città viene declinato in diverse forme:
- Aletia in Strabone (64 a.C. - I secolo d.C.)
- Aletium nei passi di Plinio il Vecchio (24 - 79 d.C.)
- Aletion in Tolomeo (100 - post 165 d.C.)
- Baletium nella "Tavola Peutingeriana" (IV secolo)

Nel periodo dal IV secolo d.C. fino al tardo Medioevo, la città scompare dalle citazioni, probabilmente subendo un lento e inarrestabile declino fino a essere completamente abbandonata, od anche per le distruzioni apportate dalle invasioni di Vandali e Goti. In ogni caso l'assenza di qualsiasi documentazione di tipo archeologico sembra testimoniare un lungo intervallo di abbandono del sito tra il periodo tardo - romano e la costruzione della chiesa di Santa Maria della Alizza, quindi per almeno 8 secoli.

### Periodo medioevale
È da ritenersi infondata la notizia che Alezio sia stata distrutta intorno all'anno 1000 da un'incursione saracena, benché il contesto storico sembri avvalorare la tesi di ultimi rigurgiti saraceni nel Salento (autori Arditi, Visceglia). Con ogni probabilità, come già sottolineato nei paragrafi precedenti, nel periodo l'antica Aletium non esisteva più. 
Qualche segno di una certa ripresa dell'attività edilizia nel territorio aletino si hanno in periodo tardo medievale e comunque riutilizzando ambienti già esistenti e tecniche costruttive rudimentali e molto modeste, Alezio resta poco più di un piccolo insediamento rurale per secoli se ancora nel 1567 il vescovo di Gallipoli la definisce un "casale povero e semiabbandonato" (dalla relazione sulla visita pastorale effettuata da Pelegro Cibo, vescovo di Gallipoli).
Primi segni di un qualche e nuovo insediamento urbano si hanno nel XIII secolo, periodo in cui venne edificato il primo embrione della chiesa dedicata a Santa Maria della Alizza o Lizza (fastosamente festeggiata il 15 agosto di ogni anno) per opera, forse, di alcuni monaci di rito greco. Non è nota la data certa di fondazione della chiesa. Le notizie storiche sono assai limitate e si ricavano per lo più da documenti pontifici, da descrizioni sullo stato della diocesi di Gallipoli in occasione di visite pastorali e dagli archivi parrocchiali. Gli studiosi locali dell'Ottocento sono concordi nel collegare le vicissitudini della chiesa a fatti d'arme della vicina Gallipoli durante il XIII-XIV secolo.
È probabile che, in seguito all'assedio di Gallipoli (1268-69), nel corso della campagna italiana di Carlo I d'Angiò, la cattedrale di Sant'Agata in Gallipoli sia divenuta inutilizzabile. Il Tasselli suggerisce che il Vescovo gallipolino insieme a molti gallipolini scampati alla distruzione della città si siano trasferiti ad Alezio e vi siano rimasti per circa un secolo. Così nella prima metà del XIV secolo fu eletta sede episcopale la chiesa della Alizza che, per l'occasione, venne intitolata a Santa Maria de Cruciata e naturalmente a Sant'Agata, come si apprende da una lettera di papa Giovanni XXII, che da Avignone esortava Milezio, vescovo di Gallipoli, e tutti i fedeli, cui concedeva quaranta giorni di indulgenza, a raccogliere fondi per edificare e ricostruire la cattedrale ad Alicia (Alezio). Probabile si sia poi riformato intorno alla chiesa un villaggio di modeste dimensioni nominato Casal d'Alezio, e che restò tale sino al XVII secolo.
Per registrare una ripresa urbanistica del casale bisogna arrivare al 1714-1715, quando due proprietari terrieri gallipolini, Antonio Coppola prima e Francesco Alemanno (detto "picciotto") poi, concessero in enfiteusi larga parte dei terreni nelle immediate vicinanze del borgo ad alcuni contadini, permettendo un nuovo, sebbene limitato, sviluppo del territorio. Ancora intorno al metà del XVIII secolo, il borgo contava non più di 200 anime. La tradizione vuole che in onore dell'Alemanno, Casal d'Alezio venne denominato Villa Picciotti. Secondo un'altra ipotesi, il nome sarebbe derivato dalla presenza nel porto di Gallipoli di molti pescatori siciliani che alloggiavano con le loro famiglie in alcuni casolari intorno alla chiesa della Lizza.
Nel 1854 il piccolo centro ottenne l'autonomia amministrativa e dopo l'Unità d'Italia riottenne il nome di Alezio.

### Simboli
Lo stemma e il gonfalone sono stati concessi con decreto del presidente della Repubblica del 15 dicembre 1981.
Lo stemma civico raffigura la fenice, mitico uccello sacro. Quando la fenice si accorge di stare per morire prepara un rogo con dei rami di erbe aromatiche e al tramonto, rivolta verso il sole calante, si dà fuoco. Nove giorni dopo risorge dalle sue stesse ceneri.
Evidentemente tale simbolo si riferisce metaforicamente alla storia di Alezio che è dovuta rinascere dopo le distruzioni subite nel corso dei secoli. Al di sotto dello scudo una lista bifida con il motto post fata resurgo, che significa "rinasco dopo gli avversi destini". Sotto la fenice si trova l'iscrizione Alexias (ΑΛΙΧΙΑC) in lettere messapiche.
Il gonfalone è un drappo troncato di giallo e di azzurro.

## Monumenti e luoghi d'interesse

### Architetture religiose

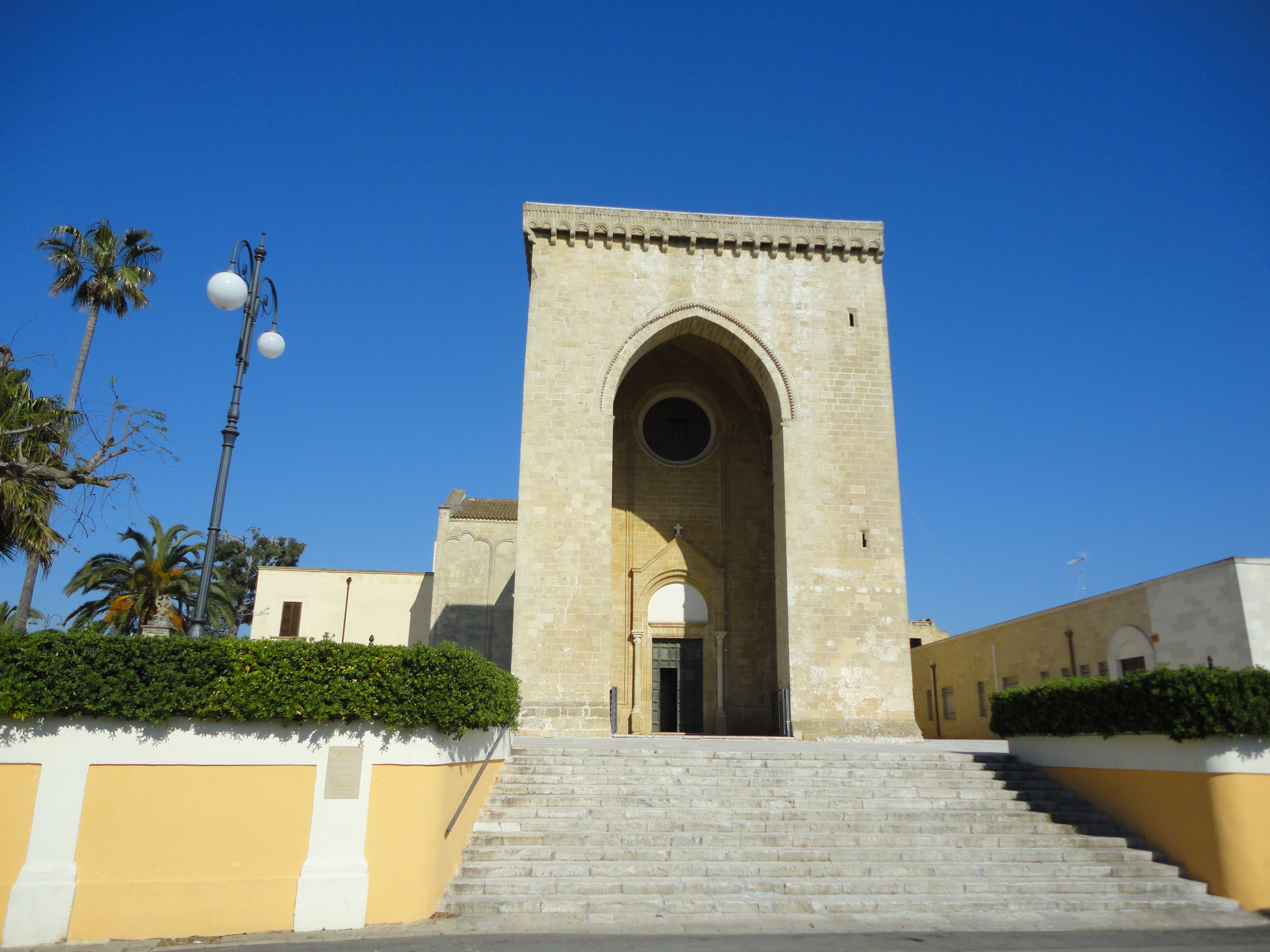
Santuario di Santa Maria della Lizza

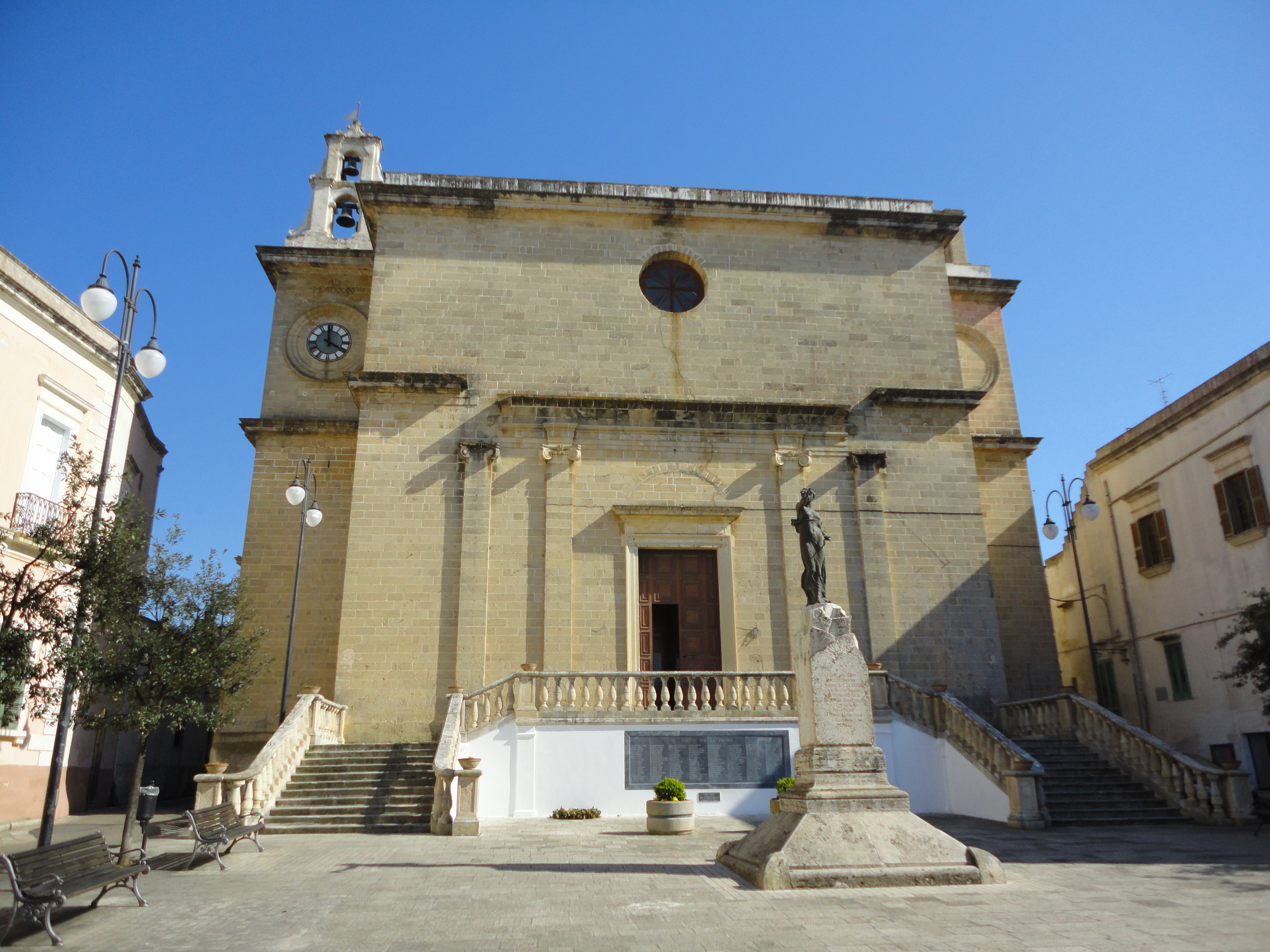
Chiesa dell'Addolorata

#### Chiesa di Santa Maria della Lizza
La chiesa di Santa Maria della Lizza fu edificata tra la seconda metà del XII e la prima metà del XIII secolo. L'edificio presenta una pianta a croce latina, con i bracci del transetto sporgenti. All'esterno, addossato alla facciata nord, Carlo I d'Angiò fece edificare un pronao turrito per scopi difensivi. Gli affreschi conservati all'interno risalgono a epoche diverse e possono essere raggruppati in tre fasi principali, comprese tra il X e il XVI secolo. La chiesa conserva alcune tele di pregevole fattura, databili tra la fine del Cinquecento e gli inizi del Seicento, attribuite al gallipolino Gian Domenico Catalano e alla sua scuola. Venne elevata a Santuario nel 1950 dal vescovo Nicola Margiotta.

#### Chiesa della Madonna Addolorata
L'inizio della costruzione della parrocchiale, dedicata alla Madonna Addolorata, risale al 1838 su progetto dell'architetto Lorenzo Turco. Fu portata a termine nel 1875 e sorge sulle fondamenta di un'antica costruzione risalente al XII secolo. L'attiguo orologio pubblico fu costruito tra il 1838 e il 1840. 

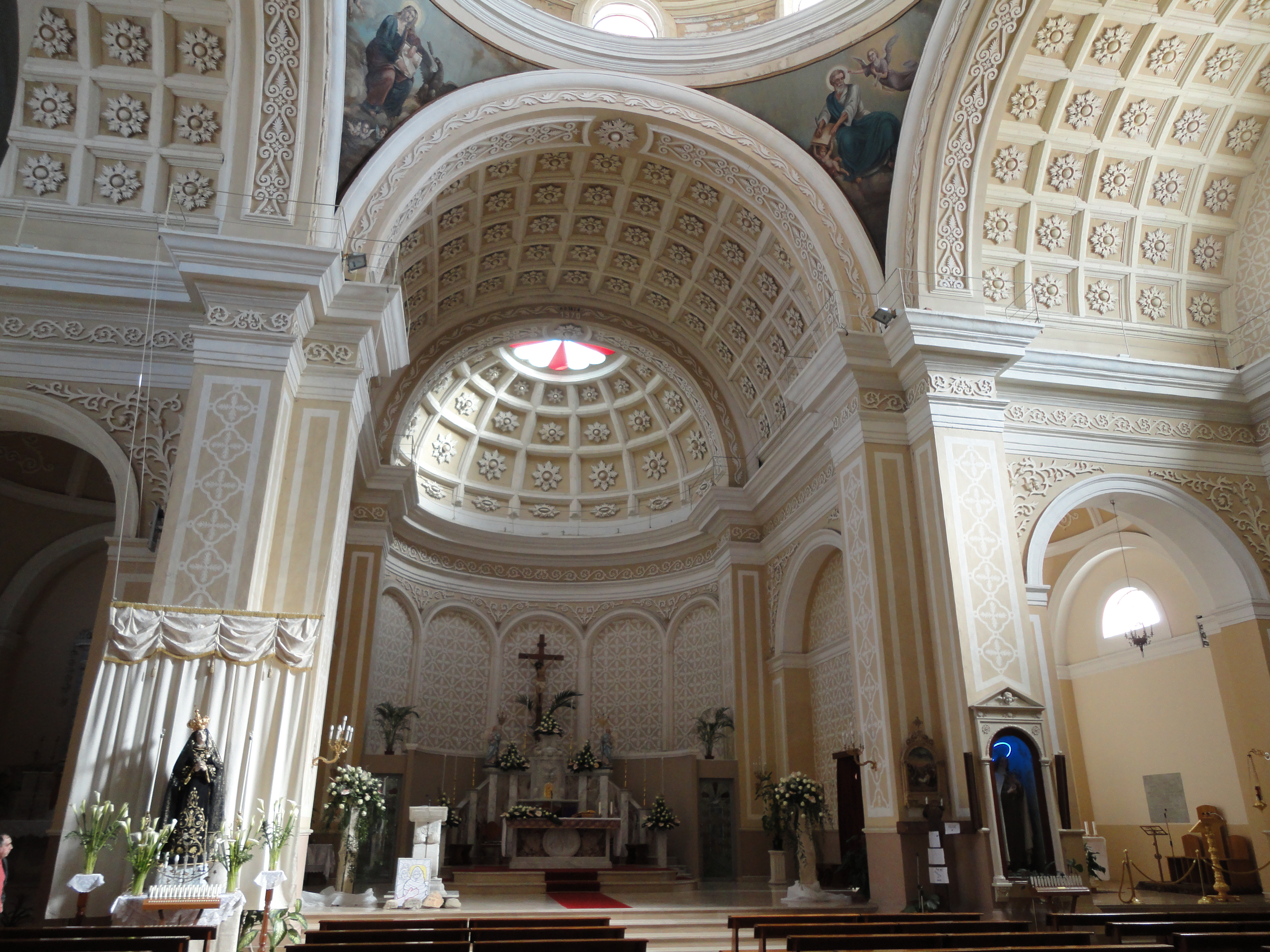
Interno

La chiesa, a pianta a croce greca, presenta una copertura a botte decorata con stucchi; all'altezza del transetto si innalza una cupola circolare recante sui quattro pennacchi le raffigurazioni dei quattro evangelisti. Sulla cantoria, situata sopra la zona d'ingresso, è presente un organo a canne donato nel 1884 da Vincenzo Starace. Nella navata, entro piccole cappelle, sono posizionati i semplici altari di santa Lucia, della Crocifissione di Gesù, di san Giovanni Battista e dell'Immacolata. I due bracci del transetto accolgono gli altari dedicati all'Addolorata, con pala della Deposizione dalla croce, e a san Pietro, con tela raffigurante il Martirio di san Pietro. Nei due bracci si aprono inoltre i cappelloni di san Rocco e del Santissimo Sacramento.

#### Chiesa della Beata Vergine Maria del Rosario
La chiesa della Beata Vergine Maria del rosario,
fu edificata nel 1932. Per devozione di una famiglia Aletina la quale subì un miracolo.

#### Cappella San Pancrazio
Monumento religioso storico, situato sul territorio Aletino.

### Architetture civili

#### Palazzo Tafuri
Palazzo Tafuri è una dimora signorile del XVIII secolo. Esternamente si presenta con una lunga balconata e con lo stemma della famiglia Tafuri, che rappresenta un albero di quercia con due fulmini, che campeggia sul portone di ingresso. Internamente le stanze sono con copertura a volta una diversa dall'altra, di cui una a croce di Malta. Il palazzo ospita la sede del museo civico messapico.
La via in cui si trova il palazzo è chiamata la via dei Lacci.

## Società

### Evoluzione demografica
Abitanti censiti

### Etnie e minoranze straniere
Secondo i dati ISTAT al 31 dicembre 2022 la popolazione straniera residente risultava essere composta da 111 persone.

### Lingue e dialetti
Ad Alezio si parla il dialetto salentino con influenze del dialetto della vicina Gallipoli. A Gallipoli infatti, si parla il dialetto gallipolino, una variante del salentino. A causa della vocazione marinaresca e commerciale della città ionica questo dialetto è stato maggiormente influenzato dagli altri dialetti meridionali.

### Tradizioni e folclore

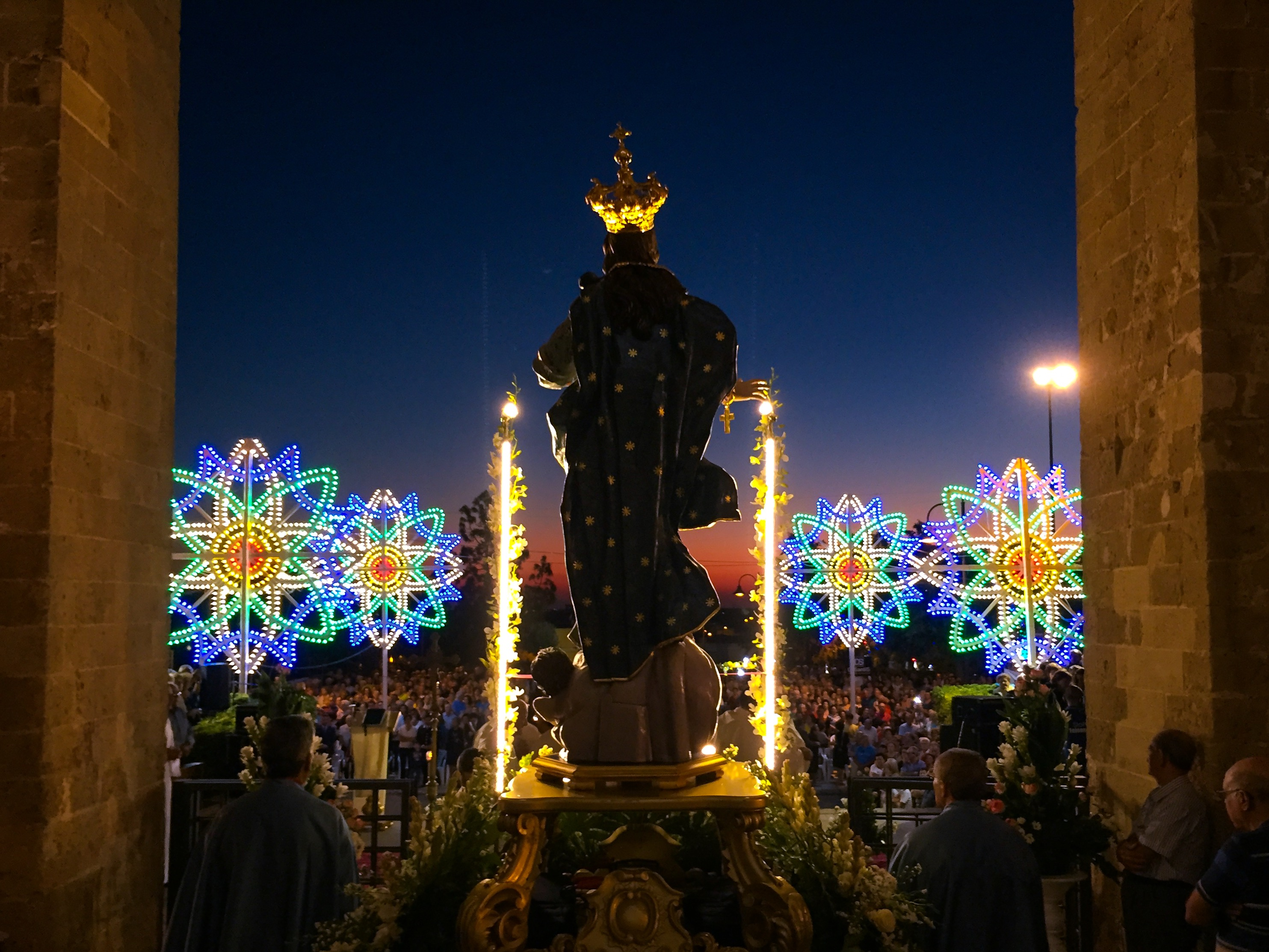
Santa Messa, Madonna della Lizza

#### La Lizza
Patrona di Alezio è la Madonna dell'Assunta che si festeggia il 15 agosto. Nello stesso periodo attualmente si svolge un'importante e secolare fiera, alla quale nel 1484 re Ferrante d'Aragona concesse il privilegio dell'esenzione da ogni dazio e gabella. Concessione che venne a decadere il 25 luglio 1810, quando Gioacchino Napoleone Murat, "autorizzando" il comune di Gallipoli a tenere la fiera nella Parrocchia della Lizza nei giorni 13, 14 e 15 del mese di agosto, riassoggettò la stessa al nuovo regime fiscale del Regno di Napoli. Un tempo era diffuso tra le donne che rendevano omaggio alla Vergine l'usanza di giungere a piedi camminando sulle ginocchia dall'ingresso del paese fino alla chiesa. Ancora si rinnova la consuetudine di annunciare per tutta la novena l'avvicinarsi della festa con il suono di un fischietto e di un tamburo. Una tradizione antichissima vuole che, in passato sino alla fine dell'Ottocento, si accompagnasse cantando "la tiara" canto popolare religioso in onore dell'Assunta.

#### La Lizziceddra
Oltre alla festa del 15 agosto vi è una celebrazione minore ma non meno importante per gli aletini la cosiddetta Lizziceddra che si svolge il 27 dello stesso mese per ricordare, secondo la tradizione popolare, la patrona che fu artefice di un miracoloso evento, accaduto il 27 agosto 1886.
La sera di quel giorno Alezio venne colpita da un terremoto di tale intensità e durata da far temere la distruzione del paese; nonostante fosse stato così impetuoso non ci furono danni alle costruzioni e neppure nessuna vittima e i danni furono di lieve entità. Tra la popolazione avvenne il riconoscimento che il miracolo dello scampato pericolo fosse avvenuto per intercessione dell'Assunta patrona del paese.
In segno di ringraziamento si organizzarono solenni festeggiamenti, divenuti da quell'anno una tradizione molto sentita, appunto la Lizziceddra. Inoltre si racconta che la stessa vergine Assunta mentre lasciava Alezio, dopo averla liberata dal terremoto, giunta sulla strada per Gallipoli, si fermò in un podere a riposare, chiamato appunto "Croce te la Lizza", che era probabilmente un segnale di confine di proprietà. Da questo episodio, realmente avvenuto, la leggenda ha tramandato che quella stele fu eretta proprio a ricordo della sosta della Vergine e in seguito nelle vicinanze fu costruita una cappelletta a Lei dedicata, dove il 27 agosto i fedeli si recano in processione.

#### San Rocco
La Festa si svolge la terza domenica di ottobre, la ricorrenza dura due giorni durante i quali si susseguono appuntamenti religiosi e festeggiamenti laici. La Fiera si svolge il secondo giorno della ricorrenza, tra le numerose bancarelle e gli stand si possono acquistare tanti prodotti tipici. In alcune occasioni viene esposta sull'altare di San Rocco, nella chiesa dell’Addolorata, l'infiorata, ovvero una composizione di fiori che riproduce l'immagine del Santo. Allietano la festa i concerti di una banda ed una fiera. In quel giorno è tradizione acquistare il primo baccalà e le prime castagne; di questo paese san Rocco è il patrono.

## Cultura

### Istruzione

#### Biblioteche
- Biblioteca comunale

#### Scuole
Esistono ad Alezio una scuola dell'infanzia; due scuole primarie; una scuola secondaria di I grado e una delle sedi distaccate dell'Istituto d'Arte "Giannelli".

#### Musei

##### Museo Civico Messapico
Il Museo Civico Messapico è ubicato in via Kennedy, nel palazzo settecentesco della nobile famiglia Tafuri di Gallipoli. Voluto dall'Amministrazione Comunale in seguito ai rinvenimenti casuali nel moderno centro abitato e dopo gli scavi della necropoli messapica, è stato dichiarato monumento nazionale nel 1981 e inaugurato nel 1982, evitando così la dispersione dei preziosi oggetti.
I corredi funerari esposti provengono da rinvenimenti occasionali sotto la città e dalla zona di Monte d'Elia, collocabili tra gli inizi del IV e gli inizi del III secolo a.C. Si tratta per lo più di oggetti in ceramica acroma o decorata a fasce brune di produzione locale, tra cui è in vetrina una trozzella, degli unguentari, un cratere, delle fibule in bronzo, coppe di tipo ionico, un Guttus a vernice nera, resti di guscio d'uovo, Skyphos a vernice nera, un vaso antropomorfo e altri oggetti utilizzati nell'ambito funerario. Di notevole importanza è la documentazione epigrafica risalente allo stesso periodo e limitata alle iscrizioni funerarie. Interessante è l'epigrafe messapica, esposta in museo, con andamento bustrofedico; una delle poche databili VI secolo a.C.
Merita grande attenzione la vetrina degli ori, splendidi gioielli del I secolo a.C. appartenenti a una fanciulla. Senza trascurare il plastico che riproduce in scala la necropoli di Monte D'Elia, posto al centro della sala ottagonale, circondato da vetrine espositive e da pannelli informativi che offrono approfondimenti didattici alla visita. Antistante il Museo è il parco archeologico all'aperto. Il parco espone diverse tipologie di tombe messapiche databili tra il VI e il II secolo a.C., rinvenute durante gli scavi alla necropoli e occasionalmente nel centro abitato.

##### Museo Della Confraternita
La Confraternita Santa Maria della Lizza è stata fondata nel 1670 per devozione di alcuni devoti concittadini del feudo ai quali era imposto di osservare delle regole scrupolose. Per essere ammessi alla Confraternita, ciascun confratello deve presentare domanda al Priore che, sottoposta all'attenzione degli altri confratelli, si procede all'accettazione. L'aspirante confratello, prima della nomina deve effettuare un periodo di noviziato della durata di un anno.
A partire dal 2005 la Confraternita S. Maria della Lizza, su forte volere del priore Oronzo Franco Amico, ha voluto esporre, in alcuni locali adiacenti al Santuario della Madonna, oggetti antichi appartenenti alla Confraternita dei quali si stava perdendo anche il ricordo perché oramai abbandonati. Fu proprio il Priore a desiderare la realizzazione di questo piccolo Museo Della Confraternita, aperto per la prima volta nei giorni dei festeggiamenti della protettrice.

## Economia
L'economia di Alezio è legata principalmente ad attività di tipo agricolo e alla produzione di ottimo olio d'oliva e vino di alta qualità e al turismo, il cui sviluppo è stato favorito nel tempo dall'attraente e vicina città di Gallipoli.

### Produzione vinicola
Ad Alezio si produce l'Alezio Doc che si distingue in due tipologie: il Rosso, di sapore caldo e amarognolo, e il Rosato, di sapore asciutto e vellutato, entrambi prodotti con il vitigno Negroamaro.
- Alezio riserva
- Alezio rosato
- Alezio rosso

## Infrastrutture e trasporti
La strada provinciale 361 Gallipoli-Maglie attraversa Alezio lungo la direttrice est-ovest e ne garantisce il collegamento alla statale 101 per Lecce e alla 274 per Santa Maria di Leuca. Il comune è servito inoltre, da nord e in senso orario, dalla SP 53 per Sannicola, dalla SP 43 Alezio-Tuglie-Collepasso, dalla SP 54 per Taviano e dalla SP 282 per la contrada gallipolina di Scalelle.
La stazione ferroviaria di Alezio sorge lungo la linea ferroviaria Lecce-Gallipoli, inaugurata nel 1885 e dal 1933 gestita delle Ferrovie del Sud Est.

## Amministrazione
Di seguito è presentata una tabella relativa alle amministrazioni che si sono succedute in questo comune.

### Regno d'Italia (1870-1946)
| Periodo        | Periodo         | Primo cittadino       | Partito | Carica  | Note |
| -------------- | --------------- | --------------------- | ------- | ------- | ---- |
| 1873           | 1877            | Diego Pagliano        |         | Sindaco |      |
| 1879           | 1881            | Antonino Fiorito      |         | Sindaco |      |
| 1882           | 1888            | Andrea Giannelli      |         | Sindaco |      |
| 1889           | 1893            | Rocco Rizzello        |         | Sindaco |      |
| 1893           | 1897            | Giovanni Morleo       |         | Sindaco |      |
| 1900           | 1901            | Carlo Carteny         |         | Sindaco |      |
| 1901           | 1918            | Arturo Sanape De Pace |         | Sindaco |      |
| 1920           | 1926            | Ferruccio Fiorito     |         | Sindaco |      |
| 25 giugno 1926 | 26 ottobre 1926 | Enrico Falcone        |         | Sindaco |      |
| 1927           | 1929            | Michele Granata       |         | Sindaco |      |
| 1929           | 1941            | Giovanni Sances       |         | Sindaco |      |
|                |                 | Francesco Papaleo     |         | Sindaco |      |
|                |                 | Ugolino Fiorito       |         | Sindaco |      |

### Repubblica Italiana (1946-presente)
| Periodo          | Periodo          | Primo cittadino              | Partito                                         | Carica              | Note   |
| ---------------- | ---------------- | ---------------------------- | ----------------------------------------------- | ------------------- | ------ |
| 1946             | 1954             | Giuseppe Cataldi             |                                                 | Sindaco             |        |
| 1954             | 1956             | Paolo Giorgino               |                                                 | Sindaco             |        |
| 1956             | 1968             | Rocco Gabellone              |                                                 | Sindaco             |        |
| 1970             | 1975             | Ezio Raheli                  |                                                 | Sindaco             |        |
| 1975             | 1979             | Luigi Mercuri                |                                                 | Sindaco             |        |
| 1979             | 1985             | Pasquale D'Aprile            |                                                 | Sindaco             |        |
| 1985             | 1988             | Vincenzo Carteny             |                                                 | Sindaco             |        |
| 11 luglio 1988   | 31 agosto 1990   | Claudio Conversano           | Democrazia Cristiana                            | Sindaco             | [ 13 ] |
| 31 agosto 1990   | 7 giugno 1993    | Giovanna Teresa Nisco Pedaci | Democrazia Cristiana                            | Sindaco             | [ 13 ] |
| 7 giugno 1993    | 15 novembre 1995 | Giovanna Teresa Nisco Pedaci | Partito Popolare Italiano, Democrazia Cristiana | Sindaco             | [ 13 ] |
| 6 dicembre 1995  | 10 giugno 1996   | Salvatore Nuzzachi           |                                                 | Comm. pref.         | [ 13 ] |
| 10 giugno 1996   | 17 aprile 2000   | Fernando D'Aprile            | centro-sinistra                                 | Sindaco             | [ 13 ] |
| 17 aprile 2000   | 5 aprile 2005    | Fernando D'Aprile            | centro-sinistra                                 | Sindaco             | [ 13 ] |
| 5 aprile 2005    | 10 febbraio 2008 | Cosimo Caroppo               | lista civica                                    | Sindaco             | [ 13 ] |
| 10 febbraio 2008 | 15 aprile 2008   | Beatrice Agata Mariano       |                                                 | Comm. straordinario | [ 13 ] |
| 15 aprile 2008   | 27 maggio 2013   | Vincenzo Romano              | lista civica                                    | Sindaco             | [ 13 ] |
| 27 maggio 2013   | 10 giugno 2018   | Vincenzo Romano              | lista civica                                    | Sindaco             | [ 13 ] |
| 10 giugno 2018   | 15 maggio 2023   | Andrea Vito Barone           | lista civica                                    | Sindaco             | [ 13 ] |
| 15 maggio 2023   | in corso         | Andrea Vito Barone           | lista civica                                    | Sindaco             | [ 13 ] |

## Sport

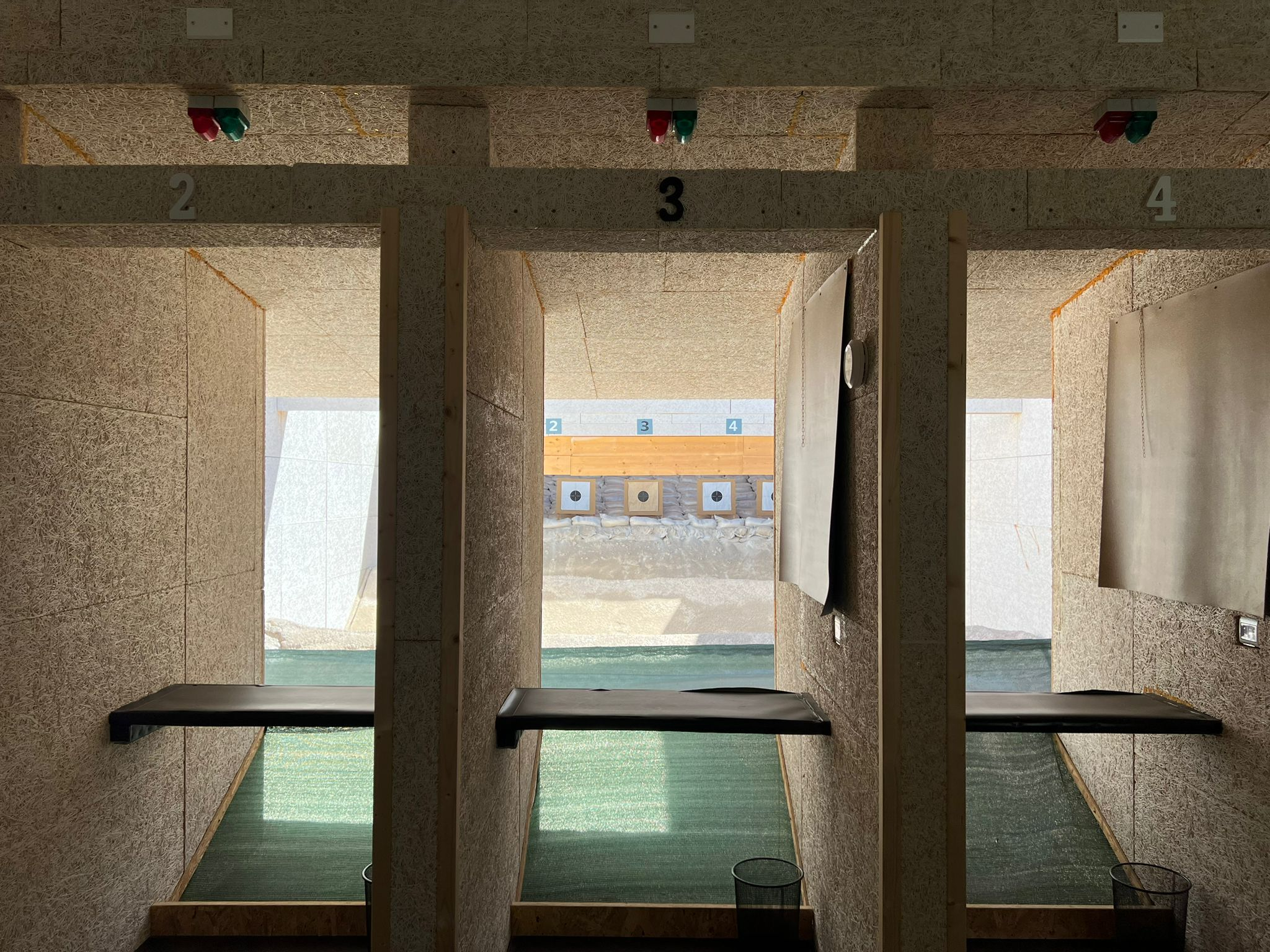
Poligono di tiro a fuoco del TSN Alezio

### Tiro a segno
Ad Alezio è presente dal gennaio 1997 una Sezione del Tiro a Segno Nazionale istituita dall'Unione Italiana Tiro a Segno di Roma (Ente Pubblico e Federazione Sportiva Nazionale del C.O.N.I.), che cura i corsi di idoneità al maneggio delle armi per coloro che sono obbligati per legge a svolgere servizio armato presso Enti Pubblici e/o Privati (Guardie Giurate, Portavalori, Polizia Locale, ecc.) e per coloro che richiedono un porto d'armi, con rilascio di appositi diplomi e patentini di idoneità al maneggio delle armi.
La sede è ubicata in Via Suor M. M. Starace, 6 (tel. 0833/827806 - cell. 328/3658931) all'interno dell'area che comprende il Palazzetto dello Sport, dove è stato allestito il poligono a fuoco.

### Pallacanestro
Alezio è sede dell'A.S.D. Basket Alezio, fondata nel 2015. Iscrittasi al campionato regionale di prima categoria, riceverà tuttavia una promozione nel campionato regionale nel 2016. La società ha inoltre una squadra under 16 che ha vinto il campionato regionale CSI, qualificandosi per le finali nazionali 2015/16.

### Pallavolo
Nel 1998 è nata la Volley Alezio che milita nel Campionato di Serie C.

### Calcio
Nel 2018 è nata la squadra di calcio di cui il nome è Oratorio Santa Maria della lizza Alezio.
Nel 2024 é nata la squadra di calcio di cui il nome è ASD ALIXIAS dove disputa il campionato di terza categoria.